# Hermann Esser
Hermann Esser (Röhrmoos, 29 de Julho de 1900 — Munique, 7 de Fevereiro de 1981) entrou no Partido Nazista com Adolf Hitler em 1920, e logo se tornou editor do jornal nazista, Völkischer Beobachter, e membro do Reichstag.
Foi o primeiro chefe de propaganda do nazismo. Após a falha do Putsch da Cervejaria, foi excluído do partido, com Julius Streicher. Mais tarde, foi admitido novamente por Adolf Hitler e se tornou peça influente para os nazistas. De 1939 até o fim da guerra, serviu como secretário de turismo.

## Biografia
Muito jovem, ele foi voluntário na Primeira Guerra Mundial, passando cerca de um ano no front. Animado por um socialismo radical, ele estava no núcleo inicial dos fundadores do Partido dos Trabalhadores Alemães, do qual o Partido Nazista posteriormente brotou. Em 1920 ele foi colocado no comando da propaganda do partido e em 1921 ele se tornou diretor do Völkischer Beobachter, que dirigiu contra um anti-semitismo vulgar e violento.
Desde o início foi protagonista de inúmeros escândalos sexuais, mas apesar da oposição de grande parte da liderança nazista, Hitler nunca o retirou do partido e sempre o considerou por sua oratória e propaganda habilidades.  Entre 1926 e 1932 ele dirigiu o jornal do partido Illustrierter Beobachter. Em 1933 foi eleito para o Reichstag e nomeado ministro da Economia da Baviera.  Em 1935 foi colocado à frente da comissão de turismo do Ministério da Propaganda. Em 1939 ele obteve o cargo puramente decorativo de vice-presidente do Reichstag.
Ele permaneceu nas sombras por quase toda a Segunda Guerra Mundial, o que lhe permitiu escapar quase ileso do processo de desnazificação, cumprindo menos de cinco anos de prisão.

## Publicações
- Die jüdische Weltpest. Kann ein Jude Staatsbürger sein? Munique 1927, 1ª edição. A 2ª edição expandida apareceu em 1939 sob o título ligeiramente alterado de Die jüdische Weltpest. Judendämmerung auf dem Erdball. Colocado na lista de literatura a ser descartada na zona de ocupação soviética após o fim da guerra.[3]
- „Bayerns Retter heißt Adolf Hitler.“ Ansprache des Stadtrats Hermann Esser. Serviço de Registro Nacional, Berlim.